# علم البنلوكس

علم البنلوكس (الغير الرسمي). الأسد في علم بلجيكا لديه أظافر حمراء، الأسد في علم البنلوكس لديه أظافر فضية (بيضاء).

علم البنلوكس هو علم غير رسمي بتكليف من تعاون اللجنة البلجيكية الهولندية-اللوكسمبورجية في 1951. وهو مزيج من أعلام الدول الأعضاء: بلجيكا، هولندا، ولوكسمبورغ.
الشريط الأحمر من علم لوكسمبورغ، الشريط الأزرق من علم هولندا، والشريط الأسود والأسد الأصفر مأخوذ من شعار بلجيكا. الأسد أيضاً يمثل تاريخياً البنلوكس - أو بعبارة أخرى، فإن البلدان المنخفضة - المنطقة ككل، لأن كل أمة لديها شعار نبالة يضم أسداً يواجه اليسار ( ليو بلجيكوس )، الذي رمز خلال عقد 1600 بالفعل إلى الأراضي منخفضة ككل أو كجزء.